# Buretsu
Buretsu (jap. 武烈天皇, ぶれつてんのう, Buretsu-tennō, 2. godina cara Ninkena/498. – 8. dan 12. mjeseca 8. godine cara Buretsua /506.) bio je 25. japanski car prema tradicijskomu brojanju.
Ne može se neki točni nadnevak pridijeliti njegovom vladanju, a konvencijski se uzima da je vladao od 498. do 506. godine., a prema japanskim izvorima, od 12. mjeseca 11. godine cara Ninkena do 8. dana 12. mjeseca 8. godine cara Buretsua.
Rođen kao Ohatsuse no Wakasazaki no Mikoto (小泊瀬稚鷦鷯尊).
Najstariji je sin cara Ninkena kojeg je dobio s caricom Kasugom no Ōiratsume. U 7. godini Ninkenova carevanja imenovan je za krunskog kraljevića. Buretsu je imao jednu suprugu, bez carskih potomaka.
Buretsuov ondašnji naslov izgleda da nije bio tennō, jer većina povjesničara smatra da taj naslov nije uveden sve do vladavina cara Tenmua i carice Jitō. Vjerojatnije je da je bio Sumeramikoto ili Amenoshita Shiroshimesu Ōkimi (治天下大王), što u prijevodu na hrvatski znači "veliki kralj koji vlada pod nebesima." Kao drugi mogući naslov kojim ga se oslovljavalo jest "Veliki kralj Yamatoa." (ヤマト大王/大君 - Yamato ōkimi).
Buretsuova palača nalazila se u Hirotaka no Miya no Hasse.
Buretsu je bio na zlu glasu po ubijanju ljudi. Loše je vladao. Kad je velikog carskog savjetnika hegurija Matorija no Ō-omija koji je bio savjetnik petorici careva ubio Ōtomo Kanamura no Muraji, Buretsu je stao na stranu Kanamuri, koji je poslije postao veliki carski savjetnik. Neki povjesničari vjeruju da je car Keitai začetnik nove dinastije, pa je prema njima Buretsu posljednji car prve zabilježene japanske dinastije.
Pravo mjesto Buretsuova groba nije poznato. Tradicijski ga se štuje u šintoističkom spomen-svetištu (misasagiju) u Nari.
Uprava japanskog carskog dvora ovu lokaciju drži za Buretsuov mauzolej. Formalno je poznat kao Kataoka no Iwatsuki no oka no kita no misasagi.